# یوآن باگو
یوآن باگو (فرانسوی: Yoann Bagot‎؛ زادهٔ ۶ سپتامبر ۱۹۸۷) دوچرخه‌سوار اهل فرانسه است.
از باشگاه‌هایی که در آن رکاب زده‌است می‌توان به تیم دوچرخه‌سواری کوفیدیس، دلکو–مارسی پوونس کی‌تی‌ام، و تیم دوچرخه‌سواری ویتال کونسپت اشاره کرد.